# جفرسون کاردوسو دوس سانتوس
جفرسون کاردوسو دوس سانتوس (به پرتغالی: Jefferson Cardoso dos Santos) مدافع اهل برزیل است که در شهر São Vicente, São Paulo و در تاریخ ۱۵ فوریهٔ ۱۹۸۶ به دنیا آمده‌است.
جفرسون کاردوسو دوس سانتوس در تیم‌های فوتبال Red Bull Brasil سابقهٔ حضور دارد.